# 巴赫切利耶夫莱尔
巴赫切利耶夫莱尔（土耳其語：Bahçelievler）是土耳其伊斯坦堡的39個區之一，位於博斯普魯斯海峽以西的歐洲部份，面積16.7平方公里，人口602,040人。

巴赫切利耶夫莱尔